# Henry Walters

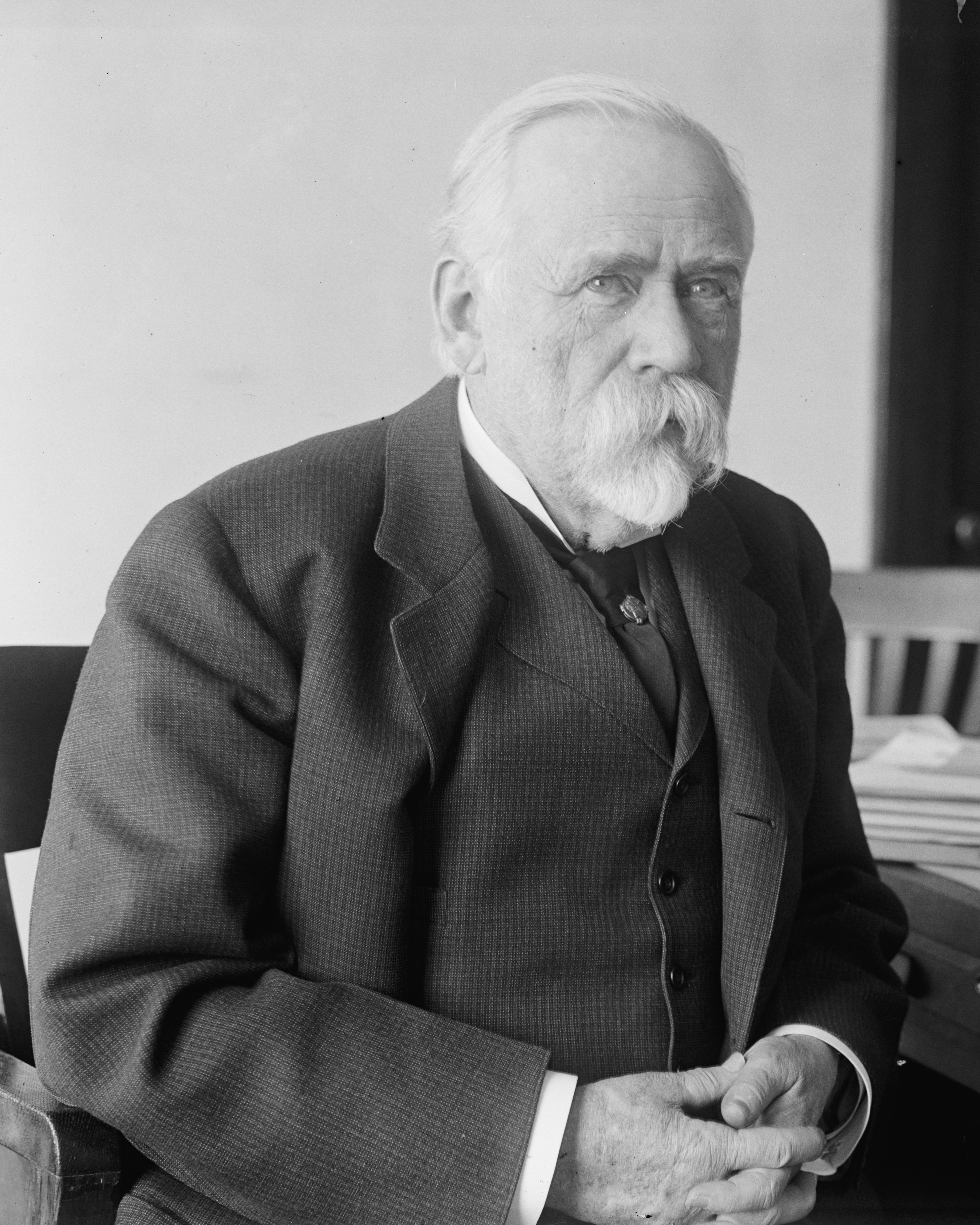
Henry Walters

Henry Walters (* 26. September 1848 in Baltimore; † 30. November 1931 in New York) war ein amerikanischer Industrieller und Museumsgründer.
Walters besuchte die Georgetown University und die Harvard University bis 1872 und arbeitete danach im Eisenbahnunternehmen seines Vaters William Thompson Walters. Ab 1894 war er Präsident der Atlantic Coast Line Railroad und verlegte deren Hauptsitz nach New York.
Nach dem Tode seines Vaters 1894 erbte er auch dessen Kunstsammlung, die er durch zahlreiche Ankäufe erweiterte. 1909 wurde daraus die von Henry Walters gestiftete Walters Art Gallery, heute Walters Art Museum, in Baltimore.